# Asiento (anatomía)

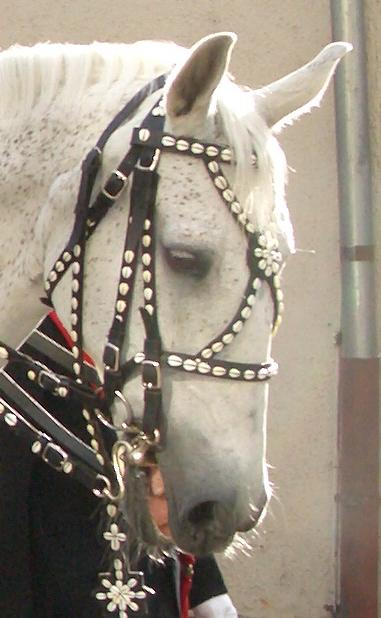
Brida encajada en los asientos

Se da el nombre de asientos o barras al borde anterior de las dos ramas de la mandíbula posterior de los caballos, comprendido entre el colmillo y el primer diente molar. 
Su forma debe ser cortante y redondeada por su parte externa bajando hacia el colmillo, en cuya parte debe apoyar el bocado o cañón de la brida, a cosa de un dedo encima de dicho colmillo. Cuando el cañón se coloca muy alto, el tejido de las encías y la mucosa de la boca, hallándose comprimidas entre un borde óseo muy cortante y el cañón, sufren al tiempo de obrar la brida una impresión dolorosa que obliga al caballo a mover la cabeza en distintas direcciones, que es lo que se llama picotear. 
Los asientos no deben ser demasiado altos, cortantes, bajos, redondos ni carnosos. En el primer caso, la boca es muy sensible y el caballo no sufre cómodamente la acción de la brida: los asientos bajos, redondos y carnosos disminuyen la acción de la brida y el caballo es pesado a la mano.